# Cicindela dorsalis
Cicindela dorsalis är en skalbaggsart som beskrevs av Thomas Say 1817. Cicindela dorsalis ingår i släktet Cicindela och familjen jordlöpare.

## Underarter
Arten delas in i följande underarter:
- C. d. dorsalis
- C. d. media
- C. d. saulcyi
- C. d. venusta

## Bildgalleri

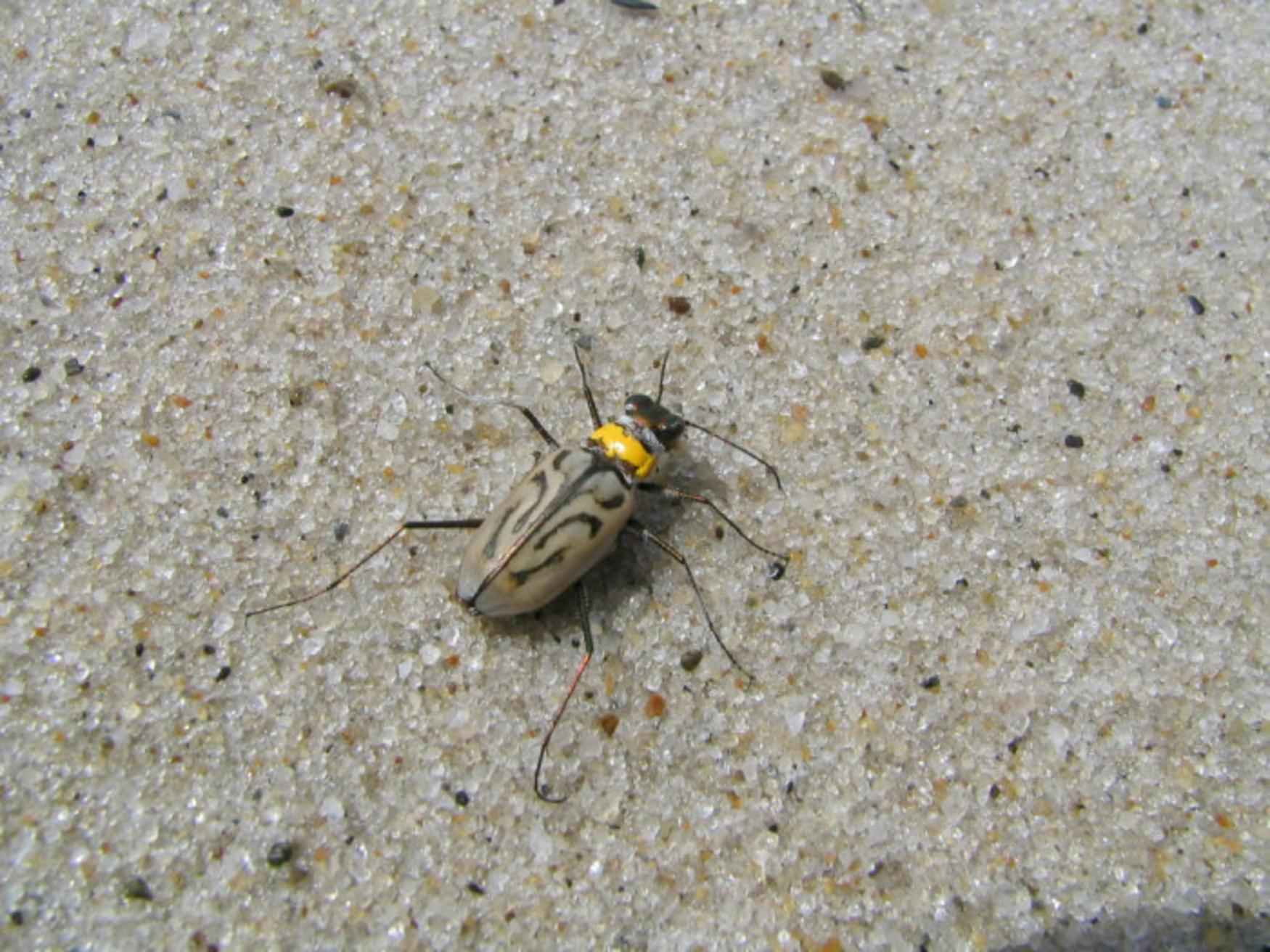
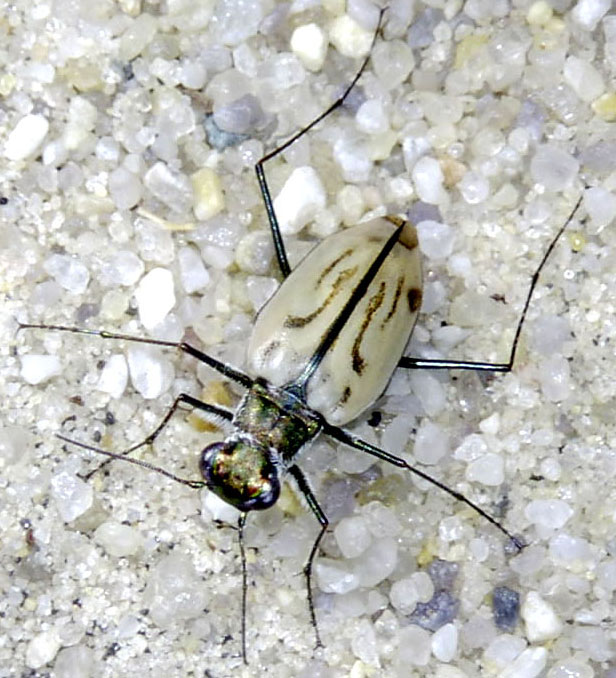
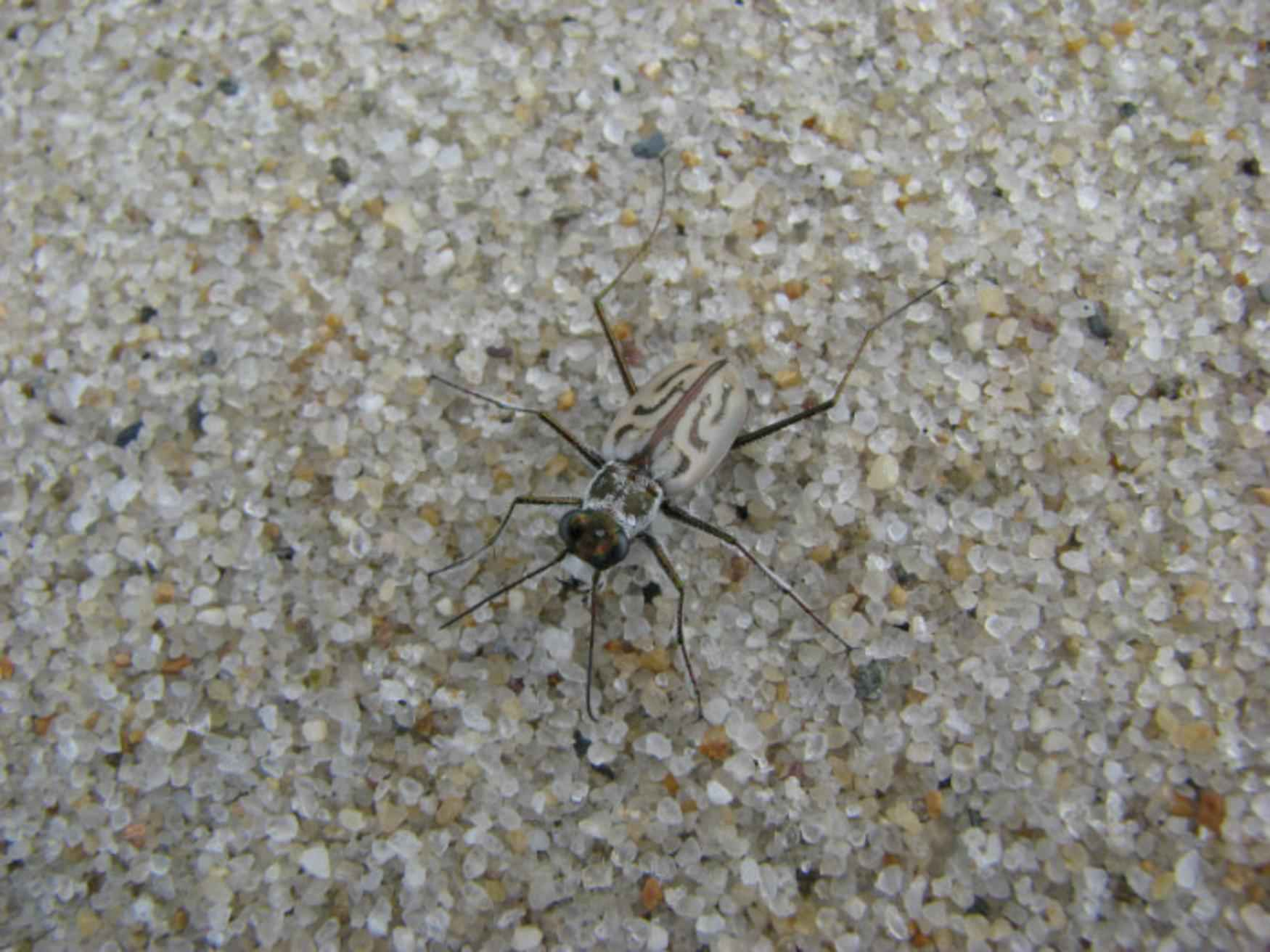
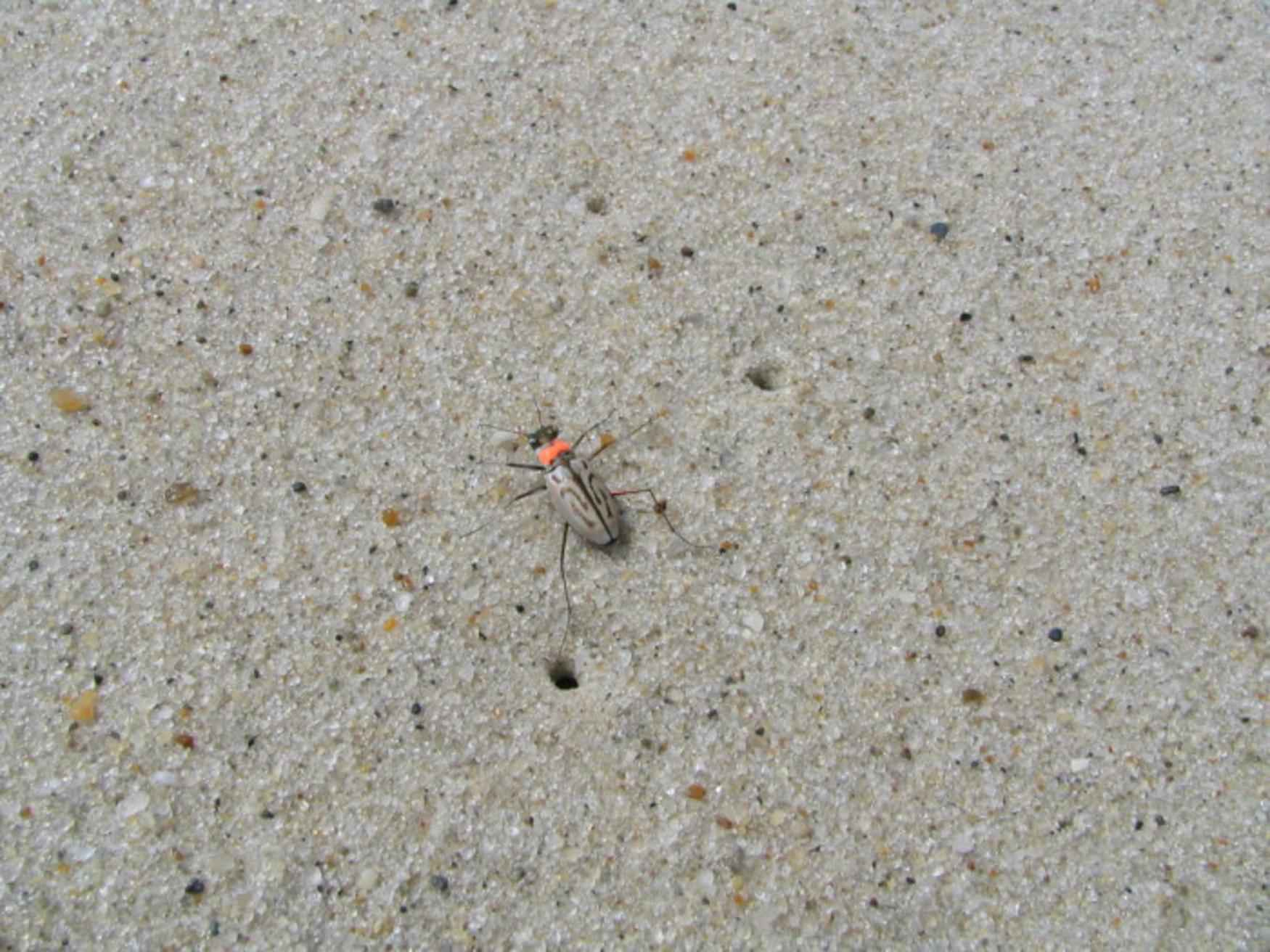
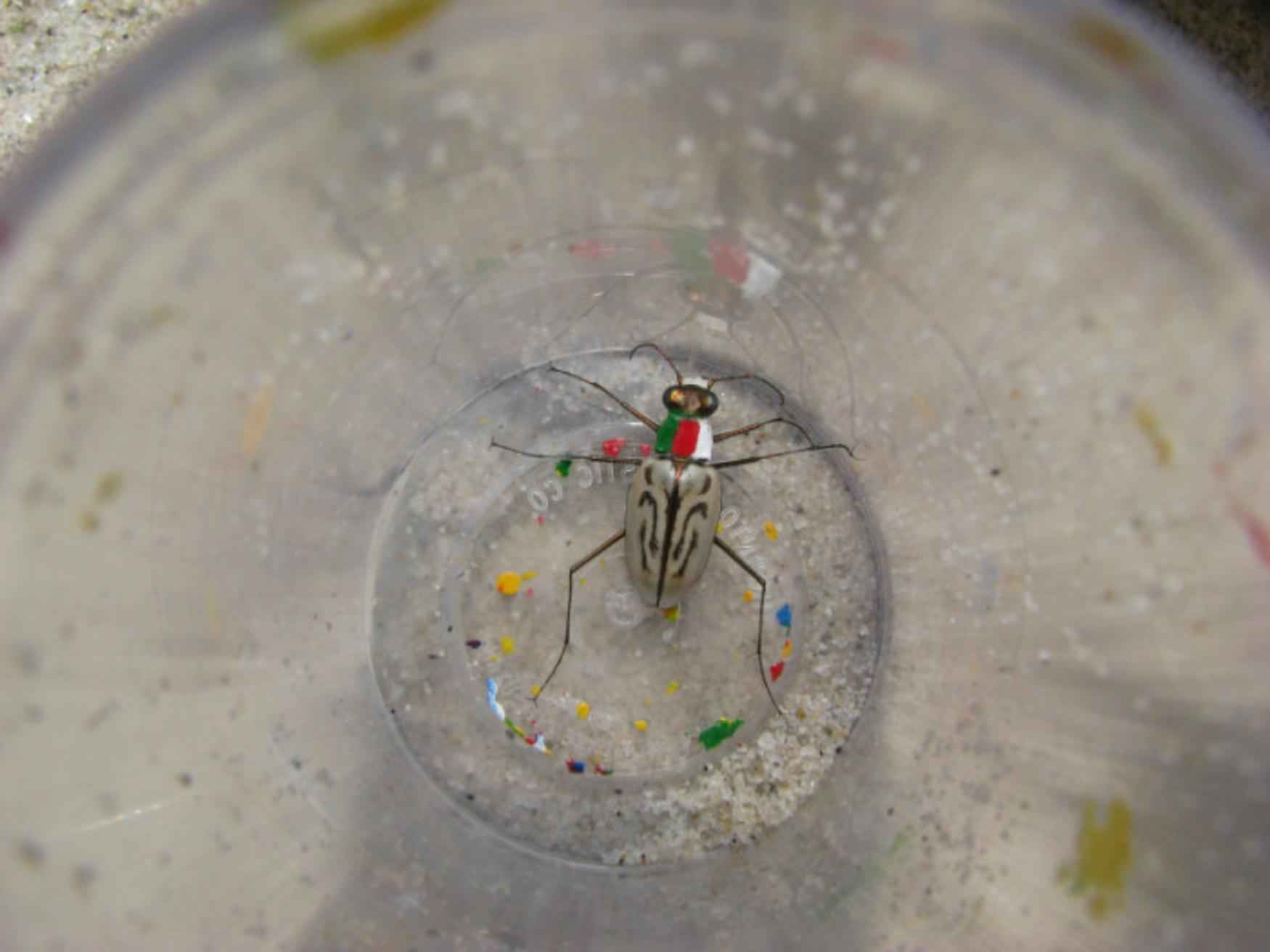
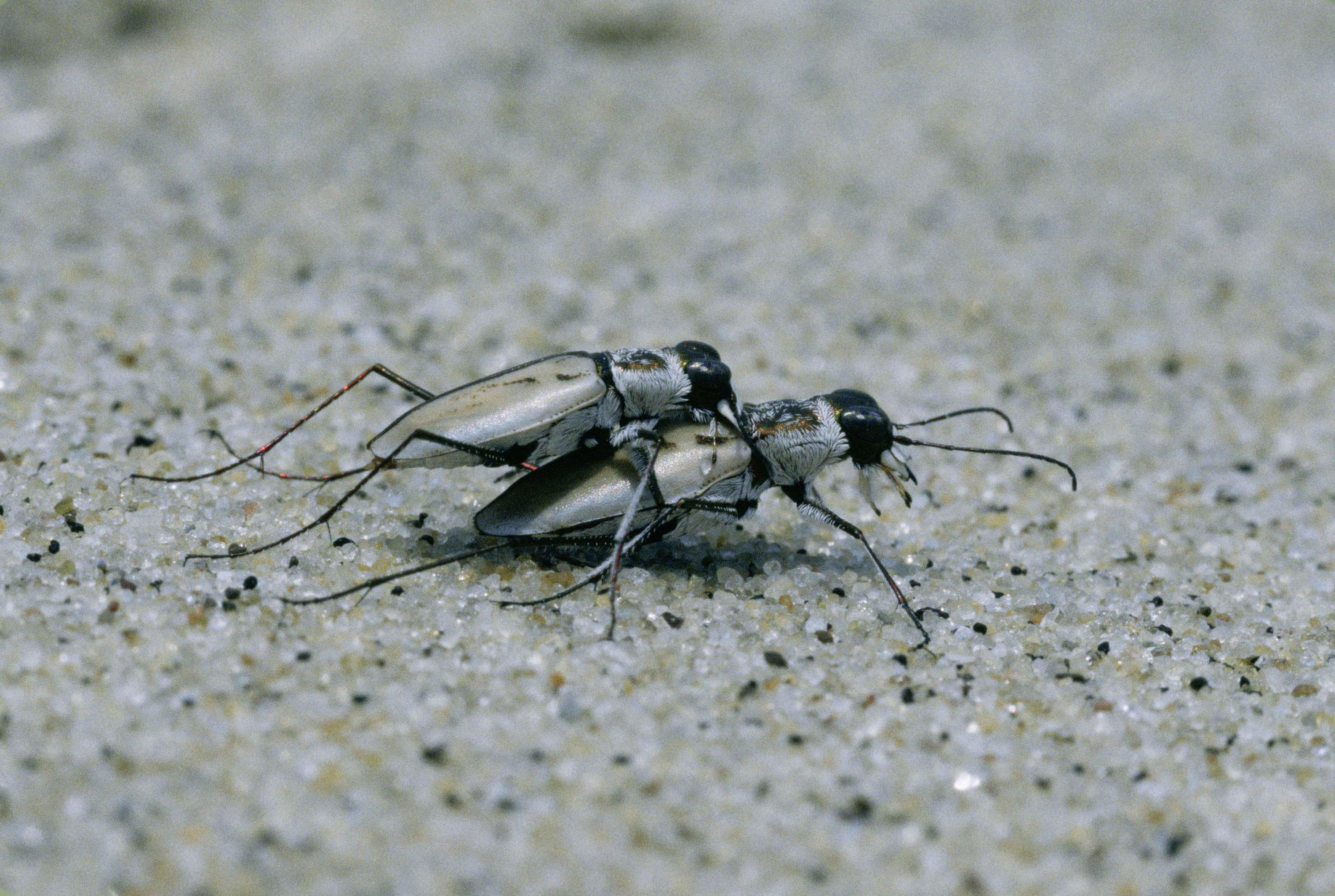